# Lux Æterna
"Lux Æterna" (em latim: "luz eterna") é uma composição orquestral do músico inglês Clint Mansell gravada pelo Kronos Quartet, tema do filme Requiem for a Dream, lançado em 2000. A peça é de uma popularidade tal que ganhou espaço na cultura popular fora do contexto do filme, notavelmente sendo usada em teasers e trailers.
Uma nova versão da música foi feita com uma re-orquestração para coro e orquestra para o trailer do filme The Lord of the Rings: The Two Towers, sendo renomeada para "Requiem for a Tower"; ela teve seu arranjo escrito por Simone Benyacar, Daniel Nielsen e Veigar Margeirsson. Embora nunca tenha havido a intenção de lançá-la, houve grande demanda de pedidos de fãs, e a faixa acabou sendo lançada junto com a trilha sonora do filme.